# Yushania madagascariensis
Yushania madagascariensis är en gräsart som först beskrevs av Aimée Antoinette Camus, och fick sitt nu gällande namn av Dieter Ohrnberger. Yushania madagascariensis ingår i släktet yushanior, och familjen gräs. Inga underarter finns listade i Catalogue of Life.